# L'école des Robinsons
A Escola dos Robinsons (no original, L'école des Robinsons) é um romance de Júlio Verne publicado em 1882. 

Trata-se de uma espécie de tributo ao livro Robinson Crusoe, de Daniel Defoe. O livro está dentro do contexto de outros livros do mesmo autor, como A Ilha Misteriosa e Dois Anos de Férias, pois trata-se da sobrevivência humana com os mínimos de recursos possíveis, onde a criatividade e inteligência humanas são postas à prova em prol da sua sobrevivência.

## Enredo
A história começa com um grande leilão na cidade de São Francisco, onde é licitada uma ilha que se situa a 32º15' de latitude norte e 142º18' de longitude oeste (32° 15′ N, 142° 18′ O), isto é, 460 milhas oés-sudoeste da baía de São Francisco, a ilha Spencer, que acaba por ser vendida a William W. Kolderup, depois de uma grande disputa com o seu rival J. R. Taskinar, que prometeu vingar-se depois de tal disputa falhada.
Kolderup tinha um sobrinho, Godfrey, que estava prestes a casar-se com a sua afilhada, Phina. Kolderup tinha cuidado de ambos como sendo seus filhos. Mas Godfrey, um aficionado pela obra de Daniel Defoe, entre outros livros de viagens, achava que devia primeiro dar a volta ao mundo e somente depois casar. Sentindo essa necessidade foi pedir ao seu tio e com a permissão da sua futura mulher o adiamento do casamento para dois anos depois, para poder assim realizar esse seu sonho. Kolderup não ficou muito contente com esse pedido, mas, como Phina não se importava de esperar, aceitou o pedido de Godfrey.
Toda a viagem foi planeada pelo seu tio, pois era ele o financiador de tal empresa, foi então comunicado que ele iria dar a volta ao mundo em um dos navios mercantes da frota de seu tio, e que iria no sentido oeste.
O navio levantou ferro sem demoras, rumo ao poente, a viagem deu-se sem grandes problemas, excepto quando foi encontrado no porão do navio um chinês clandestino, até que uma noite o navio começa a afundar (segundo o capitão, devido ao choque com uns rochedos que passaram despercebidos e que não estavam assinalados na carta náutica). Este diz para Godfrey e a Tartelett, que era o seu professor de dança e boas maneiras que fora com ele a pedido de Kolderup, saltar antes que o navio acabasse por afundar. E os dois saltaram.
No dia seguinte, chegou a uma ilha, onde não conseguiu encontrar nenhum destroço ou náufrago, ele desconhecia que ilha poderia ser aquela, pois desconhecia a sua posição no momento do naufrágio. Depois de vasculhar a ilha, acabou por encontrar o seu professor, nada mais nada.
Os dois trabalhando em conjunto, apenas com uma faca, construíram um abrigo numa caverna que existia no tronco de uma sequoia, até que encontraram uma mala que deu á costa que tinha mais utensílios e ferramentas, o que lhe facilitou um pouco aquela vida primária. Durante o tempo que passaram na ilhas passaram por vários problemas parecidos com os que Robinson Crusoé passou. Como por exemplo, o surgir de um navio no horizonte e ele não conseguir chamar a sua atenção, o surgimento de selvagens, que os deixou assustados e que os levou a ter a mesma atitude que teve Robinson Crusoé. Procuraram os selvagens que tinham chegado à ilha, que depois de dois tiros fugiram e deixaram para trás um prisioneiro, que provavelmente seria a sua refeição. Este selvagem depois de salvo, ficou muito grato e passou a ser um membro do grupo, chamava-se Carèfinotu.
Este selvagem nunca conseguira aprender inglês, por muito que tentassem, mas o professor aprendeu algumas palavras no dialecto do selvagem.
Esta ilha estava em volta de muitos mistérios. Para além de não ter dado à costa nenhum corpo, nem destroço do navio, o selvagem resgatado era de raça africana e os outros tinham características de serem da Polinésia, de vez em quando aparecia fumo na ilha como se fosse alguém com uma fogueira, que quando Godfrey ia ver o que era, não encontrava nada.
Depois de estarem lá uns cinco meses aparece pela primeira vez um urso pardo, o que era muito esquisito pois nunca tinham encontrado nenhum animal feroz na ilha, mais uns dias e aparece um tigre, o que os deixa muito assustados.
Uma noite, passados seis meses desde o naufrágio, o local onde se encontrava a sua habitação é atacada por vários animais, a grande maioria leões. Depois de muita luta são salvos por alguns marinheiros que surgiram do nada e o Carèfinotu começou a falar inglês com uma perfeição tal que parecia mesmo que não conhecia outra língua.
Entre os marinheiros surgiu o seu tio, William W. Kolderup, e sua noiva, Phina, para grande surpresa de Godfrey e Tartelett. O seu tio contara-lhe que tudo não se passava de encenação desde o naufrágio até ao indisnas e o tigre e o urso não passavam de bonecos. Mas quando Godfrey perguntou pelo misterioso fumo e pelos outros animais, o seu tio não soube explicar a sua origem.
Entretanto quando voltavam para São Francisco, apareceu no navio o chinês clandestino da viagem do naufrágio, que acabou por confessar ter estado todo aquele tempo na ilha e que era o autor dos fumos que Godfrey testemunhara.
Quando chegaram a São Francisco, William W. Kolderup descobriu que os animais ferozes de origem desconhecida tinham sido introduzidos por J. R. Taskinar, como forma de vingança.
Após o casamento de Godfrey e Phina, o seu tio ofereceu a Godfrey a ilha Spencer, que este acabou por alterar o seu nome para ilha Phina.